# Magusa strigifera
Magusa strigifera là một loài bướm đêm trong họ Noctuidae.